# Hemicharilaus monomorphus
Hemicharilaus monomorphus är en insektsart som först beskrevs av Boris Petrovich Uvarov 1929.  Hemicharilaus monomorphus ingår i släktet Hemicharilaus och familjen Charilaidae. Inga underarter finns listade i Catalogue of Life.